# Evangelische Kirche (Krautheim)

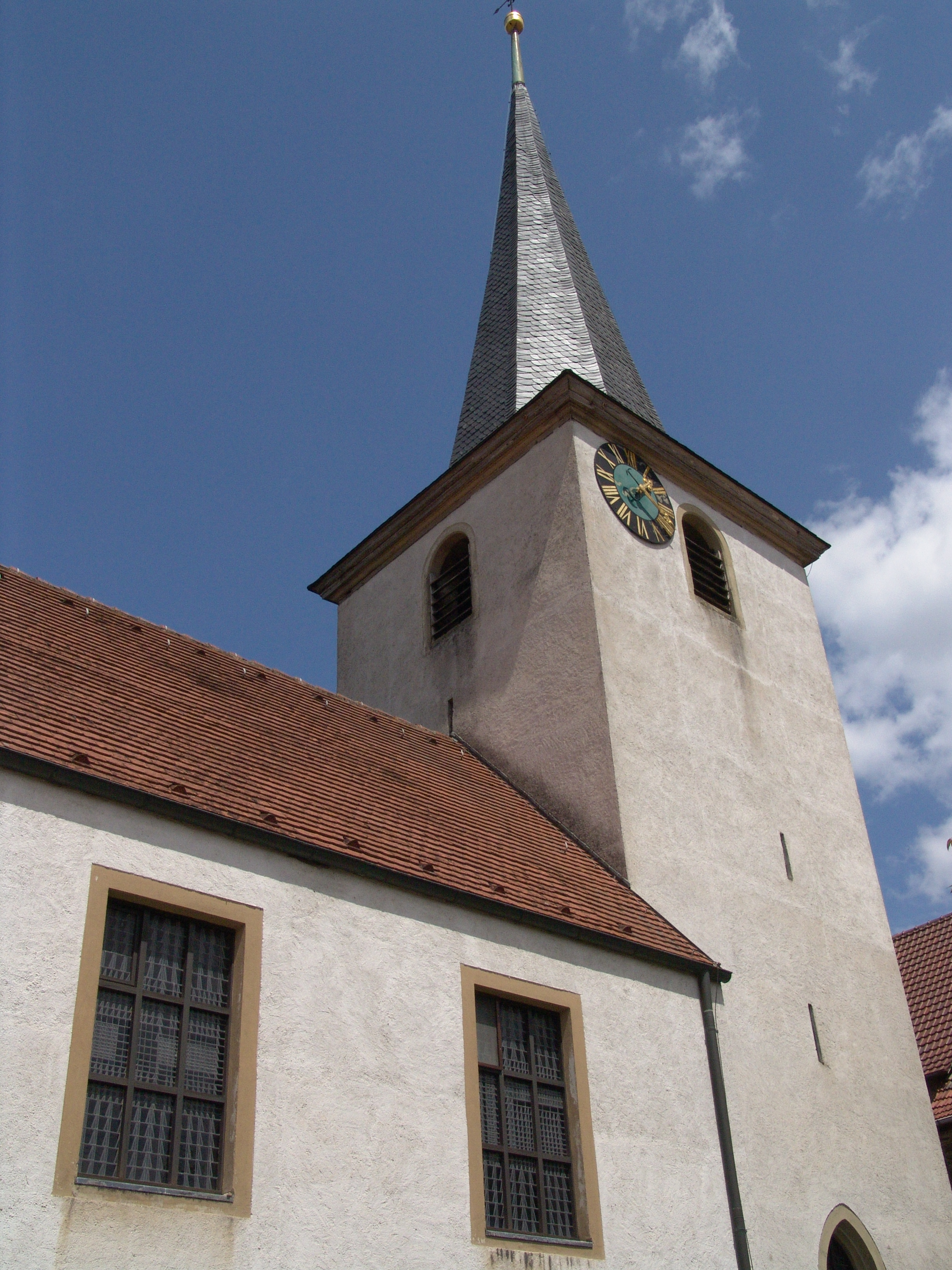
Die Kirche in Krautheim

Die evangelische Kirche in Krautheim liegt in der Mitte des kleinen Ortsteils der unterfränkischen Gemeinde Volkach.

## Geschichte

### Die Filiale St. Michael
Eine frühe Kirchengemeinde in Krautheim ist bereits zu fränkischer Zeit, im 7. und 8. Jahrhundert, überliefert. Damals war die Pfarrei der Vogelsburg wohl für die Gemeinde zuständig. Die erste Nachricht über ein Gotteshaus, es handelte sich um eine kleine, romanische Kapelle, stammt aus dem Jahr 1150. Mittlerweile war der Volkacher Kirchberg mit dem Vorgängerbau der Kirche Maria im Weingarten zur Pfarrei geworden.
Wohl im 14. Jahrhundert erhielt das Dorf eine neue, größere Kirche. Dies belegt der Turmunterbau des heutigen Gebäudes, der aus dieser Zeit stammt. Gesichert ist ein Gotteshaus jedoch erst im Jahr 1429. Es war weiterhin Filiale der Volkacher Mutterpfarrei und wurde dem Patrozinium des heiligen Michael unterstellt. Im Laufe des 15. Jahrhunderts entfremdete sich Krautheim mehr und mehr von der weit entfernten Kirche auf dem Kirchberg. Hierzu trugen auch die religiösen Spannungen bei, die durch die Reformation auch Franken erreicht hatten. Krautheim lag in einem konfessionell gespaltenen Gebiet. In Zeilitzheim lehrte die Adelige Argula von Grumbach das neue Bekenntnis, das nahe Volkach stand hinter dem Bischof von Würzburg. Die Dorfherren, die Zollner von der Hallburg, standen den Auseinandersetzungen eher gleichgültig gegenüber, sodass bald die gesamte Bevölkerung lutherisch war.

### Religiöse Konflikte
Im Jahr 1583 fiel das kirchliche Patronatsrecht an die evangelischen Grafen von Castell. Mit dem Antritt des ersten Krautheimer Pfarrers Paulus Bantz, der verheiratet war, war das Dorf endgültig evangelisch. Im Jahr 1594 nahm man erste bauliche Veränderungen an der Kirche vor. In der Folgezeit nahmen Auseinandersetzungen zwischen dem Dorf und der nahegelegenen bischöflichen Stadt Gerolzhofen immer mehr zu. Während des Dreißigjährigen Krieges erreichten sie ihren Höhepunkt. Truppen des Fürstbischofs Philipp Adolf von Ehrenberg plünderten am 17. Juli 1629 das Dorf und führten einige Bewohner zur Zwangsrekatholisierung nach Gerolzhofen. Diese Maßnahmen scheiterten jedoch und Krautheim blieb lutherisch. Im Oktober 1632 ging der Pfarrer des Ortes den schwedischen Truppen bis Schweinfurt entgegen.
Nach dem Krieg schwelten die konfessionellen Konflikte weiter. Bei einer Wallfahrt im Jahr 1660, als die Bürger Gerolzhofens auf dem Rückweg von Volkach im Ort Halt machten, verweigerten die Bewohner den Wallfahrern, einen Gottesdienst in der Kirche abzuhalten. Erst 1662 einigten sich die Grafen von Castell und die Bewohner der nahen Stadt auf einen Kompromiss. Einmal im Jahr mussten die Krautheimer die Pforten ihrer Kirche für die Katholiken öffnen.

### Evangelische Pfarrei Krautheim
In den Jahren 1688 und 1698 besserte man die Kirche aus und errichtete das Gebäude neu. Bis ins Jahr 1709 wurde die Gemeinde von Eichfeld aus mitbetreut, da zu wenige Bewohner im Ort lebten. Unter Pfarrer Johann Kaspar Beyer setzte sich wiederum das Verbot für katholische Gottesdienste in der Kirche durch, diesmal wurde es vom gräflichen Konsistorium in Rüdenhausen hingenommen.
Im Jahr 1723 wurde der örtliche Friedhof erweitert, einige Jahre zuvor war der Kirchturm aufgestockt worden. Im Zuge der Mediatisierung wurde 1806 die Grafschaft Castell aufgelöst und Krautheim ein Teil Bayerns. Die Kirchengemeinde verblieb jedoch als Teil des Dekanats Castell bei den ehemaligen Herren. Es folgten in den Jahren 1827/1829 weitere Ausbesserungen am Kirchengebäude, insbesondere die Ausstattung wurde erneuert.
Nachdem in der Nachkriegszeit die Kirchengemeinde rasant angewachsen war, zeitweise wurde die Gemeinde der Stadt Volkach von Krautheim aus mitbetreut, entschied man sich 1970 für den Neubau des Langhauses. Heute bilden Zeilitzheim und Krautheim eine gemeinsame evangelische Pfarrei. Der Kirche Krautheim gehört die Gemeinde in Frankenwinheim an. Das Bayerische Landesamt für Denkmalpflege führt die Kirche unter der Nummer D-6-75-174-274. Alle Bodendenkmäler auf dem Gelände sind unter der Nummer D-6-6127-0257 erfasst.

## Architektur und Ausstattung
Eine Vorgängerkirche an der Stelle der heutigen ist zu vermuten, der Chorturm aus dem 14. Jahrhundert belegt dies. 1594 wurden das erste Mal Veränderungen am Kirchengebäude vorgenommen. Um das Jahr 1600 wurde dem Turm der charakteristische Spitzhelm aufgesetzt, der von den katholischen Kirchen des Würzburger Bistums zur Zeit des Bischofs Julius Echter geprägt war. Reste der Kirchenbefestigung und Gadenreste sind weiterhin erkennbar. Im Jahr 1970 begann der Abriss des Langhauses, das 1973 neu geweiht wurde.
Ein Taufstein ist aus dem Jahr 1610 bezeugt. Die Kanzel schließlich wurde im Jahr 1791 eingebaut.

### Glocken
Nachdem die Erhöhung des Krautheimer Kirchturms 1702 abgeschlossen war, begann die Gemeinde für Kirchenglocken zu sparen. Die erste und größte erreichte im Jahr 1736 das Dorf. Das Geläut wurde 1765 durch zwei weitere Glocken ergänzt. Alle wurden in Würzburg gegossen. Während des Zweiten Weltkrieges mussten 1942 zwei Glocken abgeliefert werden. Sie wurden aus dem Glockenstuhl entfernt, konnten aber nach dem Krieg unbeschädigt dorthin zurückgebracht werden.
| Durchmesser | Umschrift |
| ----------- | --- |
| 0,79 m      | „Wann ich rufe, so kommet herzu, singet dem Herrn. Lobet seinem Namen. Und dienet ihm in Frieden. Ao 1736 goß mich Johann Adam Roth in W. Wappen Castell“ |
| 0,63 m      | „Omnia ad maiorem dei gloriam. In Würtzburg gegossen 1765“                                                                                                |
| 0,50 m      | „Jesus Nazarenus rex Judaeorum. In Würtzburg gegossen 1765“                                                                                               |

### Epitaphe
In der Aussegnungshalle befinden sich mehrere Grabsteine, die teilweise erst bei der Sanierung in den 1970er Jahren entdeckt wurden. Sie wurden für folgende Personen geschaffen:
- Veit Ulrich Truchseß von Henneberg († 22. März 1622), Inschrift: „ANNO DOMINI 1622 DEN 22 MARTI/S II IST IN GOTT ENTSCHLAFEN DER WO(H)LEDEL GESTRENG VND VEST VEIT VLERICH / TRVCHSES(S) VON HENNEBERG ZV FRANCKEN/WINHEIM DES(S)EN SE(E)LEN GOTT DER AL(L)M(A)ECHTIG(E) WOLL(E) GN(A)ETIG SEIN VND EIN(E) FRO(EH)LICHE AVF//ERSTEHVNG VERL/EIHEN“. In der Mitte des Zentralfeldes ist ein Vollwappen der Truchseß von Henneberg angebracht, in den vier Ecken die Schilde der Truchseß von Henneberg, der von Erthal, der von Buttlar und der von Völkershausen.
- Veit Christoph Zollner von der Hallburg († 28. März 1618), Inschrift: „HIC SEPVLT(VS) FILIOL(VS) VIT(VS) CHRISTOPH(VS) VIRI / NOBIL(IS) ET STREN(VI) IOHAN(N)IS FRIDERICI ZOL(L)NERI // HAL(L)BVRG IN RIMPACH NATVS / 1617 11 IAN(VARII) DEFUNCT(VS) A(NN)O 1618 28 MART(II)“. Acht Vollwappen bilden die Ahnenprobe, zeilenweise von oben nach unten Zollner von der Hallburg / von Eyb, von Brandenstein / von Schaumberg, von Heßberg / Stein von Lausnitz, von Wirsberg / von der Kappel.
- Alexander von Giech († 25. Januar 1625), Inschrift: „Leich Spruch / Des weilandt wohledlen / junckern Alexander von / Giech der den 25 Jan(uar) in / Christo Gott selig endschlafen / seines alters 36 Ja(h)r den .... hier zur Erde(n) / bestattet / worde(n)“. Die Jahreszahl 1625 steht im unteren Teil des Zentralfeldes unter dem Bibelzitat. In der Mitte Ehewappen von Giech / von Burdian. Ahnenwappen der Schwertseite von oben nach unten: von Giech, von Streitberg, von Lichtenstein, von Deucher(n), Neustetter gen. Stürmer, von ...dorff, von Schaumberg, von Windeck. Ahnenwappen der Spindelseite von oben nach unten: Stein vom Altenstein, von Hutten, von Wallenrode, von Liebenstein, von Grumbach, Speth von Zwiefalten, Stein vom Altenstein, von Wernau.
- Carl Sigismund von Heinach († 28. Juli 1678), erste Inschrift oben: „DER WOHL GEBOHRNE / HERR HERR CAROLUS SIGIMUN/DUS VON HEIJNACH WURDE GE/POHREN DEN 16 MARTIJ A(NN)O 1652 / STARP BLÖTZLICH DEN 28 / IULIJ A(NN)O 1678“, zweite Inschrift unten: „HIER LIEGT EIN HELD VON ADEL / DER SEINE EDLE ZEIT / GEFÜHRET OHNE TADEL / UND WAR SEHR FEIND DEM NEID / DOCH WURD(E) ER MÖRDERISCH UND OH/NE ALL VERHOFFEN / DURCH EIN(EN) BISTOLEN SCHUS(S) AUS NEID UND / FEINDSCHAFFT (GE)TROFFEN. / DA WURD(E) GLEICH WIE EIN SCHUS(S) UND SCHNEL/LER DON(N)ER BLITZ / AUS SEINEM SCHLOS(S) VERRÜCKT ZUM HIM/MELS SCHLOS(S) SEIN SITZ. / GOTT DEM DIE RACH(E) GEBÜHRT, / WIRD RÄCHEN DIESEN FEIND, / DER SOLCHEN MORD VOLLFÜHRT / UND TRÖSTE AL(L)E FREUNT“. In der Mitte befindet sich das Ehewappen von Hainach / Voit von Salzburg, jeweils als Vollwappen. Die acht Schilde sind eine ungewöhnliche Anordnung, sie stehen zeilenweise von oben nach unten gelesen für die Familien von Heinach / Voit von Salzburg (Eltern), von Heinach / von Thüna (Großeltern väterlicherseits), von Heinach / Truchseß von Wetzhausen (Urgroßeltern väterlicherseits in der Namenslinie), Voit von Salzburg / von Schaumberg (Großeltern mütterlicherseits).

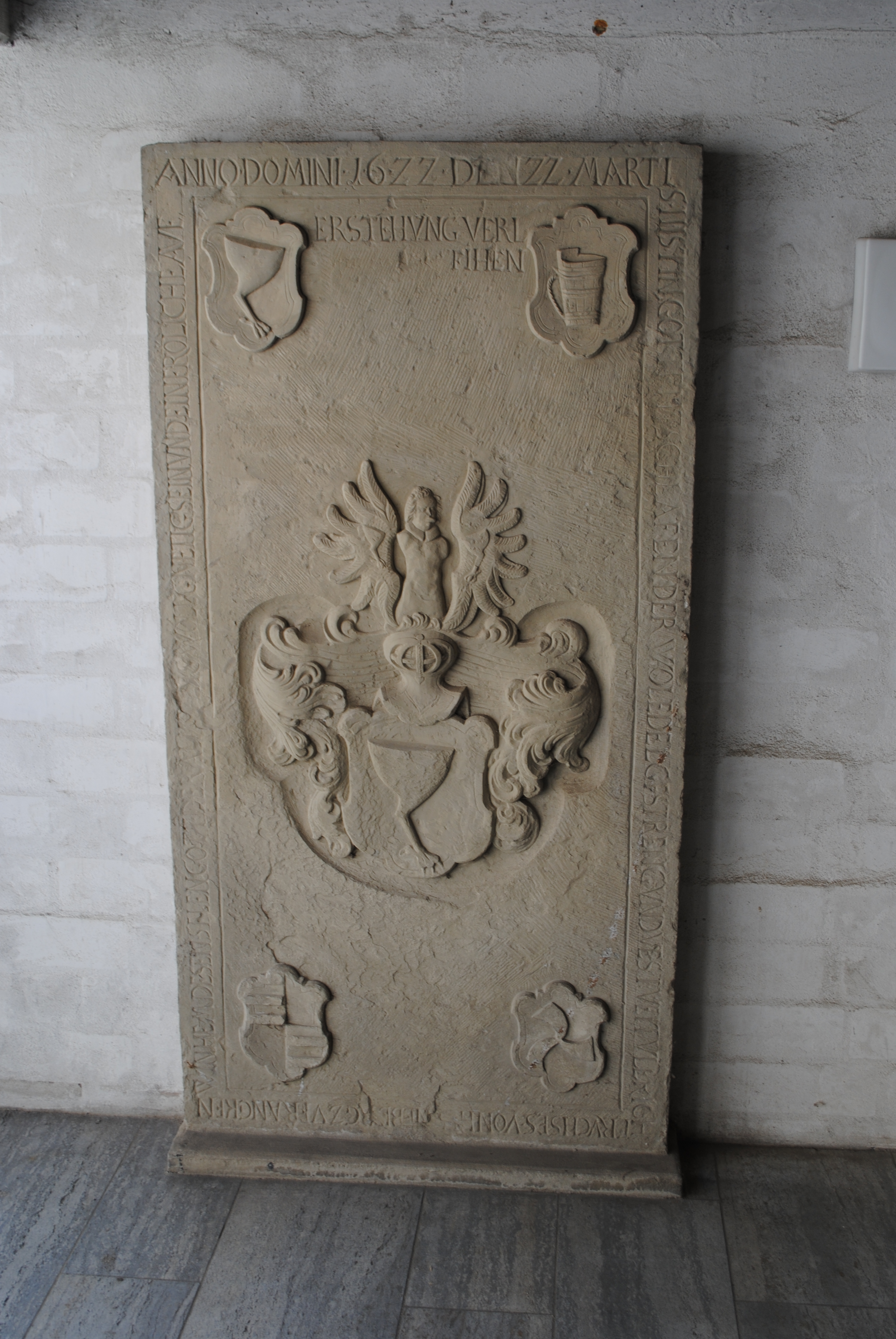
Veit Ulrich Truchseß von Hennebergs Epitaph
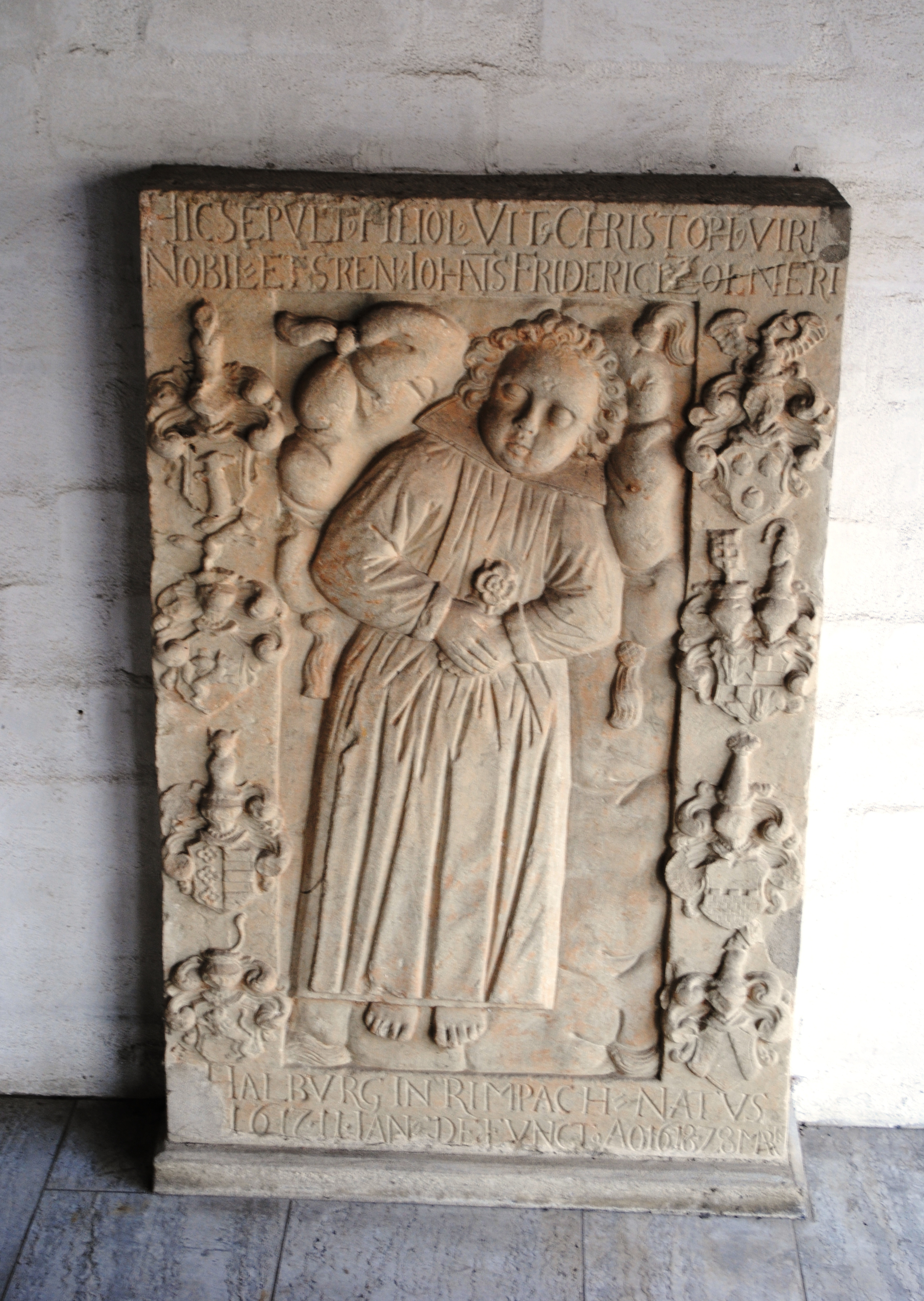
Das Kinderepitaph Veit Christoph Zollners
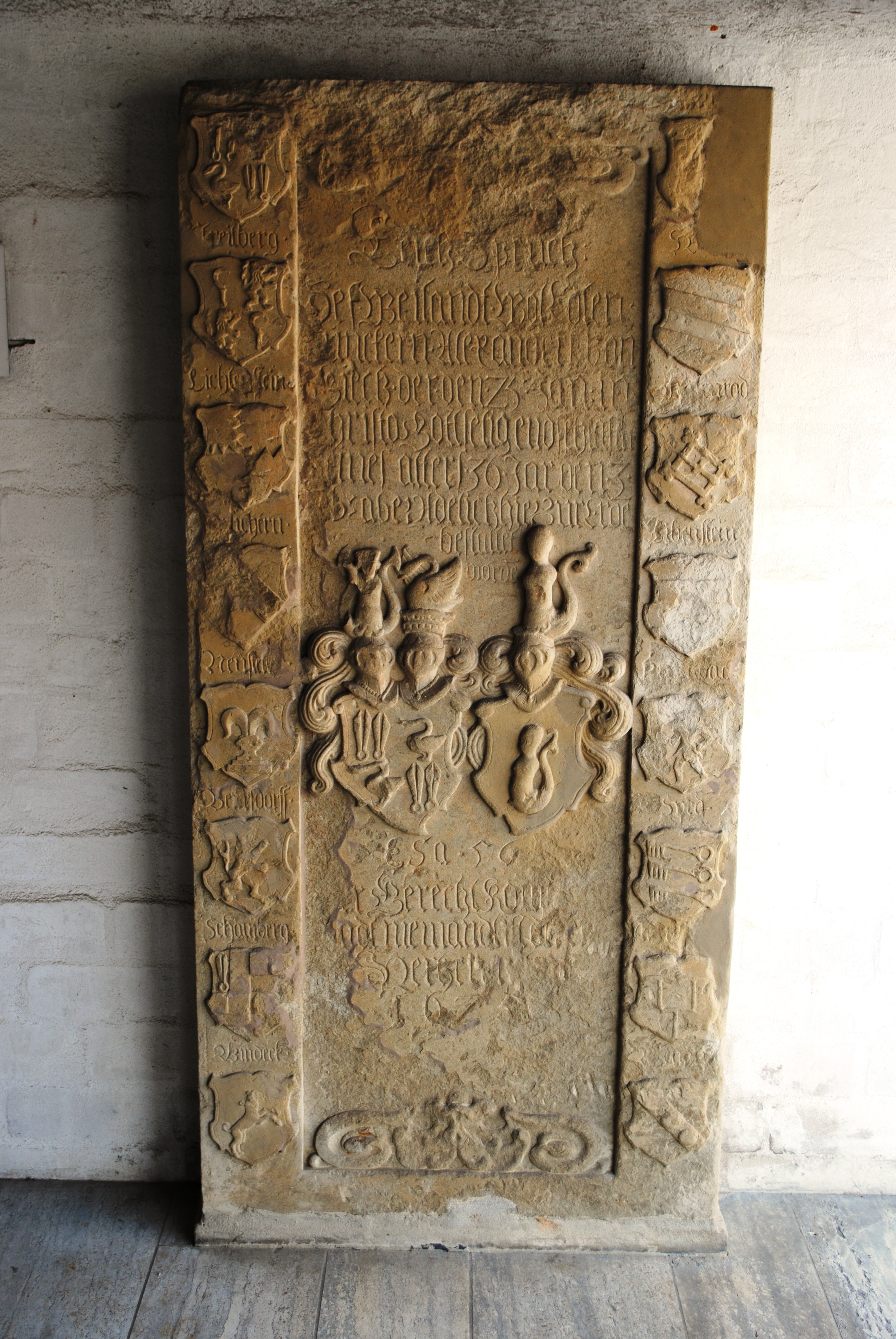
Alexander von Giechs Grabplatte
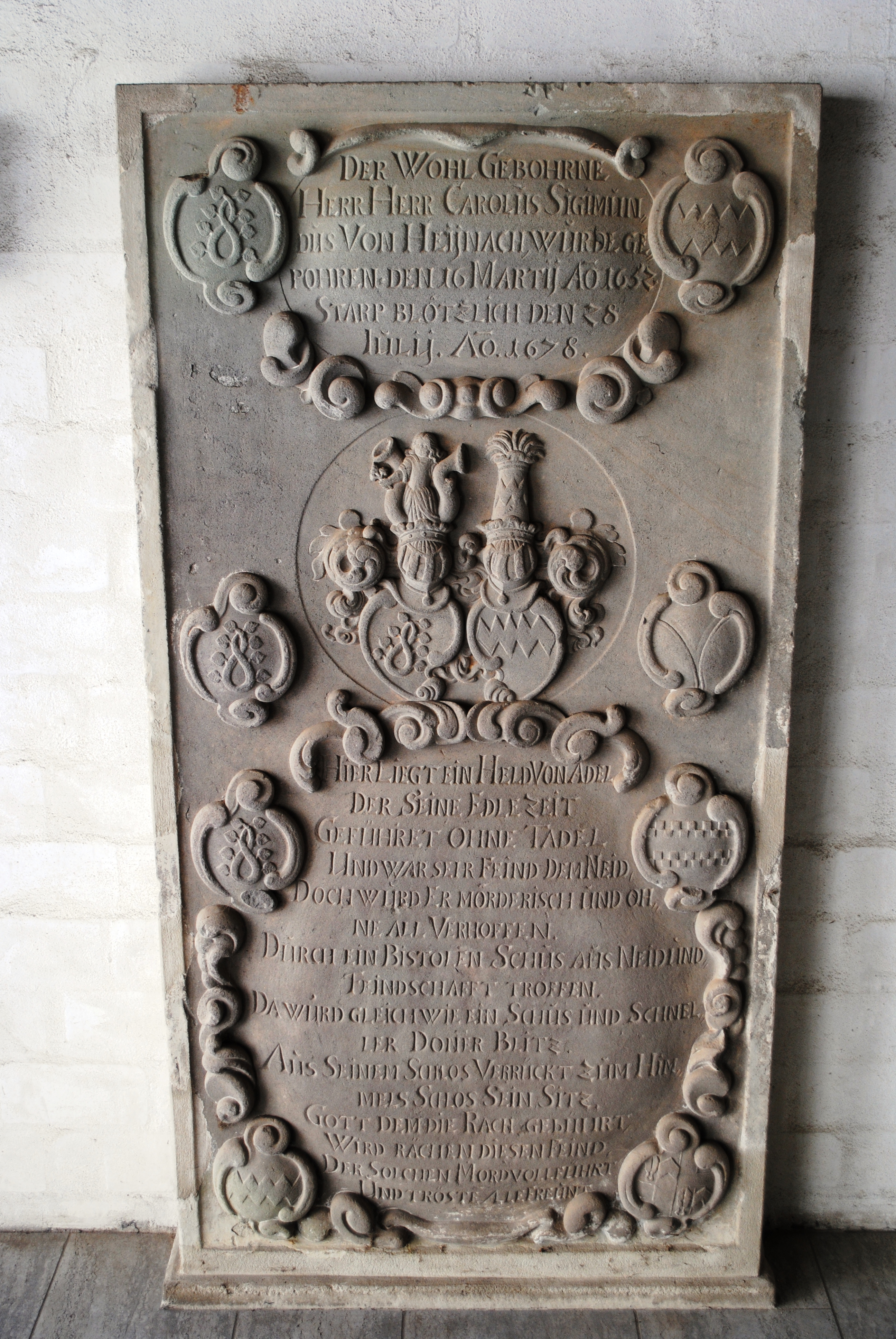
Das Epitaph Carl Sigismunds von Heinach
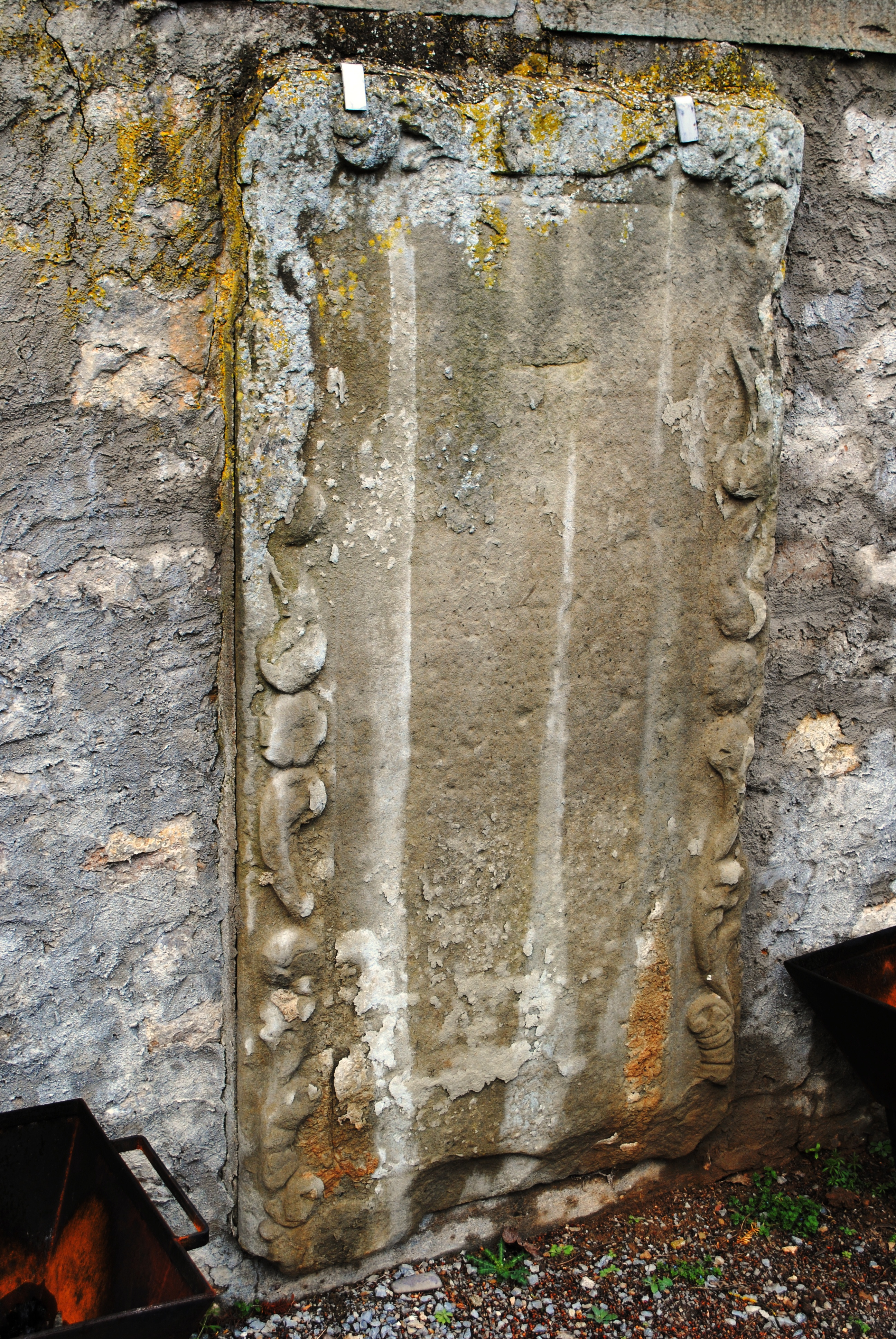
Ein verwitterter Epitaph im Kirchhof

## Pfarrer
Da Krautheim erst im Zuge der Reformation eine eigene, von Volkach unabhängige, Pfarrei erhielt, sind auch nur evangelische Pfarrherrn überliefert. Zeitweise wurde die Pfarrei allerdings von Eichfeld aus mitversehen. So sind die Pfarrer von 1645 bis 1709 sowie nach 1776 zeitweise identisch mit denen der Stephanuskirche im Nachbardorf.
| Name                            | Amtszeit                     | Anmerkungen                                      |
| ------------------------------- | ---------------------------- | ------------------------------------------------ |
| Valtin                          | überliefert 1580/85          |                                                  |
| Paulus Bantz                    | 1586–1601                    |                                                  |
| Christoph Imhof                 | 1601–1612                    |                                                  |
| Georg Köhler                    | 1612–1620                    |                                                  |
| Nikolaus Polich                 | überliefert 1620             |                                                  |
| Johann Wolfgang Güth            | keine Jahreszahl überliefert |                                                  |
| Johann Lorenz Göbel             | 1645–1689                    | auch Pfarrer von Eichfeld                        |
| Christoph Adam Zembsch          | 1689–1697                    | auch Pfarrer von Eichfeld                        |
| Johann Adam Lorenz Drohleberger | 1697–1709                    | auch Pfarrer von Eichfeld                        |
| Jakob Krauß                     | 1709–1712                    |                                                  |
| Johann David Winter             | 1712–1721                    |                                                  |
| Johann Kaspar Beyer             | 1722–1733                    |                                                  |
| Wolfgang Christoph Drescher     | 1733–1739                    |                                                  |
| Friedrich Erhard Gryphius       | 1740–1742                    |                                                  |
| Johann Wilhelm Baumer           | 1742–1746                    |                                                  |
| Johann Ludwig Schlümbach        | 1746–1765                    |                                                  |
| Johann Kaspar Obenberger        | 1765–1776                    |                                                  |
| Wolfgang Adam Christoph Englert | 1776–1794                    | auch Pfarrer von Eichfeld                        |
| Karl Christian Englert d. J.    | 1794–1796                    |                                                  |
| Johann Heinrich Diez            | 1796–1808                    | danach Pfarrer von Eichfeld                      |
| Christoph Friedrich Grieninger  | 1808–1818                    |                                                  |
| Georg Michael Mümpfer           | 1818–1827                    |                                                  |
| Gottfried Ludwig Zorn           | 1828–1830                    |                                                  |
| Bernhard Albert Krauß           | 1830–1859                    |                                                  |
| Johann Friedrich Schmidt        | 1859–1870                    |                                                  |
| Georg Gottfried Schmidt         | 1870–1899                    |                                                  |
| Georg Leonhard Herrmann         | 1900–1930                    |                                                  |
| August Leßner                   | 1930                         |                                                  |
| Fritz Joachim Bauer             | 1930–1935                    |                                                  |
| Wilhelm Hüßner                  | 1935–1949                    |                                                  |
| Alfred Herbert Rudolf Lederer   | 1949–1984                    | zeitweise auch evangelischer Pfarrer von Volkach |
| Friedemann Preu                 | 1985–1991                    |                                                  |
| Norbert Dennerlein              | 1991–2001                    | auch Pfarrer von Zeilitzheim                     |
| Claudia und Ulrich Jobst        | 2002–2012                    | auch Pfarrer von Zeilitzheim                     |
| Georg Salzbrenner               | 2014–2016                    | auch Pfarrer von Zeilitzheim                     |
| Victoria Fleck                  | 2016–                        | auch Pfarrerin von Zeilitzheim                   |